# HD 20644
HD 20644，又名BD+28 516，SAO 75871、HR 999，是一颗恒星，视星等为4.47，位于銀經158.14，銀緯-23.46，其B1900.0坐标为赤經3h 14m 17.1s，赤緯+28° -23.46′ 10″。